# Stepan Lesjuk
Stepan Lesjuk, cyrilicí Степан Лесюк, byl rakouský politik rusínské (ukrajinské) národnosti z Haliče, během revolučního roku 1848 poslanec Říšského sněmu.

## Životopis
Roku 1849 se uvádí jako Stephan Lesiuk, hospodář v obci Zamulynci (Zamulińce).
Během revolučního roku 1848 se zapojil do veřejného dění. Ve volbách roku 1848 byl zvolen i na ústavodárný Říšský sněm. Zastupoval volební obvod Kolomyja. Tehdy se uváděl coby hospodář. Náležel ke sněmovní pravici. Patřil mezi ukrajinské poslance.